# Liste der brasilianischen Botschafter in Sambia
Die brasilianische Botschaft befindet sich in 4 Manenekela Road Woodlands in Lusaka.
1964 vertrat Roberto Luiz Assumpção de Araújo die brasilianische Regierung bei den Feiern zur einjährigen Unabhängigkeit in Lusaka. Bis 2011 war der Botschafter in Harare regelmäßig auch in Lusaka akkreditiert.
| Ernannt       | Name                          | Bemerkungen                                          | ernannt während der Regierung von | akkreditiert während der Regierung von | Posten verlassen |
| ------------- | ----------------------------- | ---------------------------------------------------- | --------------------------------- | -------------------------------------- | ---------------- |
| 7. Juli 2004  | George Ney de Souza Fernandes | [ 2 ]                                                | Luiz Inácio Lula da Silva         | Levy Mwanawasa                         |                  |
| 22. Feb. 2007 | Raul de Taunay                | [ 3 ]                                                | Luiz Inácio Lula da Silva         | Levy Mwanawasa                         |                  |
| 26. Apr. 2011 | Ana Maria Pinto Morales       | (* 13. August 1949) 1994 Geschäftsträgerin in Harare | Dilma Rousseff                    | Michael Sata                           |                  |